# Josep Climent de Baviera
Josep Climent de Baviera (5 de desembre de 1671 a Múnic – 12 de novembre de 1723 a Ratisbona) era bisbe de Ratisbona, príncep-bisbe de Freising, del principat de Lieja i de Hildesheim i príncep-elector de Colònia.
Josep Climent era el tercer fill de Ferran I Maria de Baviera i d'Enriqueta Adelaida de Savoia i el frare del governador general de les Disset Províncies. A l'edat de dotze anys va esdevenir coadjutor del seu oncle Albert Sigismond de Baviera al bisbat de Ratisbona i un any més tard a Freising. Va succedir-lo a la seva mort a 1685. Contra la voluntat del capítol de Colònia, el papa Innocenci XI i l'emperador Leopold I van promoure'l príncep-elector i arquebisbe de Colònia el 1688, a l'inici de la guerra dels Nou Anys. Només el 1706 va esdevenir sacerdot, sota la pressió del papa. En exili a França, va continuar una vida de fast i d'amistances tot i ser un devot pels altres en sostenir la contrareforma.
A trenc d'alba de la guerra de successió va aliar-se al Lluís XIV, contra el seu sobirà l'emperador. Al juny de 1701, deixa entrar les tropes francesos al principat de Lieja. El 1702, va ser bandejat i va haver de fugir cap a Lilla i després a Valenciennes quand l'exèrcit dels aliats s'apropa de Lieja que va capitular el 14 d'octubre de 1702. L'emperador nominar un governador, Felip Lluís von Sinzendorff und Thanhausen. El poder de Josep Climent serà restaurat després de la pau de Rastatt el 1714.
Durant el seu regne va crear el Collegium Medicorum Leodiensium (Trad.: Col·legi dels metges liegeses) i va reconstuir, entre d'altres, la casa de la vila de Lieja (1714-1718) al frontó del qual s'ha posat el seu escut d'armes. A Bonn va construir el castell Poppelsdorf.